# Chytonix palliatricula
Chytonix palliatricula là một loài bướm đêm trong họ Noctuidae.